# Dvanáct do tuctu
Dvanáct do tuctu (v anglickém originále Cheaper by the Dozen) je americká filmová komedie z roku 2003 o tom, jak je obtížné vychovávat 12 dětí. Režie se ujal Shawn Levy a scénáře Sam Harper, Joel Cohen a Alec Sokolow. Hlavní role hrají Steve Martin, Bonnie Hunt, Hilary Duff, Tom Welling, Piper Perabo, Ashton Kutcher, Richard Jenkins, Alyson Stoner a Forrest Landis. Film měl premiéru ve Spojených státech dne 25. prosince 2003 a v České republice dne 29. dubna 2004. 

## Obsah
Tom a Kate Bakerovi mají 12 dětí. Tom dostane nabídku na místo trenéra fotbalového mužstva na prestižní univerzitě, ale rodina se musí kvůli tomu přestěhovat z venkova. Ve stejnou dobu Kate dostane nabídku na vydání svojí knihy. Musí ale odjet na čtrnáctidenní turné. Tom se musí starat o všechny děti sám. Ty ale postupně likvidují nejen dům, ale i jeho pracovní život. Ten se nakonec musí rozhodnou, jestli chce pokračovat v práci, nebo se starat o rodinu. Poté, co se to dozví Kate, přijede domů, ale musí ještě udělat rozhovor pro The Oprah Winfrey Show. Děti ale rozhovor překazí a Kate a Tom se rozhodnou, že se vrátí zpátky na venkov.

## Hrají
- Steve Martin jako Tom Baker
- Bonnie Hunt jako Kate Baker
- Piper Perabo jako Nora Baker
- Tom Welling jako Charlie Baker
- Hilary Duff jako Lorraine Baker
- Kevin G. Schmidt jako Henry Baker
- Alyson Stoner jako Sarah Baker
- Jacob Smith jako Jake Baker
- Liliana Mumy jako Jessica Baker
- Morgan York jako Kim Baker
- Forrest Landis jako Mark Baker
- Blake Woodruff jako Mike Baker
- Brent Kinsman jako Nigel Baker
- Shane Kinsman jako Kyle Baker
- Paula Marshall jako Tina Shenk
- Steven Anthony Lawrence jako Dylan Shenk
- Alan Ruck jako Bill Shenk
- Richard Jenkins jako Shake
- Ashton Kutcher jako Hank
- Tiffany Dupont jako Beth
- Cody Linley jako Quinn
- Jared Padalecki jako kluk ve škole
- Joel McCrary jako Gil
- Dax Shepard jako člen natáčecího týmu
- Regis Philbin (sám sebe)
- Kelly Ripa (samu sebe)
- Frank Welker jako Gunner (hlas)
- Wayne Knight jako elektrikář

## Přijetí

### Tržby
Film vydělal 138,6 milionů dolarů v Severní Americe a 51,5 milionů dolarů v ostatních oblastech, celkově tak vydělal 190,2 milionů dolarů po celém světě. Rozpočet filmu činil 40 milionů dolarů. Za první víkend docílil druhé nejvyšší návštěvnosti, kdy vydělal 27,5 milionů dolarů.

### Recenze
Na recenzní stránce Rotten Tomatoes získal ze 118 započtených recenzí 24 procent. Na serveru Metacritic snímek získal z 30 recenzí 46 bodů ze sta. Na Česko-Slovenské filmové databázi snímek získal 54 procent.

### Ocenění a nominace
| Ocenění             | Kategorie                            | Nominovaný                    | Výsledek  |
| ------------------- | ------------------------------------ | ----------------------------- | --------- |
| Kid's Choice Awards | Nejoblíbenější mužská filmová hvězda | Ashton Kutcher                | nominace  |
| Teen Choice Awards  | Nejlepší filmové zčervenání          | Hilary Duff                   | nominace  |
| Teen Choice Awards  | Objev roku – herec                   | Tom Welling                   | nominace  |
| Teen Choice Awards  | Nejlepší polibek                     | Piper Perabo & Ashton Kutcher | nominace  |
| Young Artist Awards | Nejlepší mladé obsazení              | Obsazení (do 18 let)          | vítězství |
| Young Artist Awards | Nejlepší mladý herec do 10 let       | Forrest Landis                | vítězství |
| Young Artist Awards | Nejlepší mladá herečka do 10 let     | Alyson Stoner                 | nominace  |
| Zlatá malina        | Nejhorší herec                       | Ashton Kutcher                | nominace  |